# Jászberény
Jászberény  este un oraș în districtul Jászberény, județul Jász-Nagykun-Szolnok, Ungaria, având o populație de 26.921 de locuitori (2011). 

## Demografie
Componența etnică a orașului Jászberény
     Maghiari (96,32%)
     Romi (2,14%)
     Necunoscut (0,68%)
     Alții (0,86%)
Componența confesională a orașului Jászberény
     Romano-catolici (51,11%)
     Fără religie (12,82%)
     Reformați (3,74%)
     Atei (1,11%)
     Necunoscută (30,8%)
     Alte religii (1,65%)
Conform recensământului din 2011, orașul Jászberény avea 26.921 de locuitori. Din punct de vedere etnic, majoritatea locuitorilor (96,32%) erau maghiari, cu o minoritate de romi (2,14%). Apartenența etnică nu este cunoscută în cazul a 0,68% din locuitori.  Din punct de vedere confesional, majoritatea locuitorilor (51,11%) erau romano-catolici, existând și minorități de persoane fără religie (12,82%), reformați (3,74%) și atei (1,11%). Pentru 30,8% din locuitori nu este cunoscută apartenența confesională.

## Personalități
- Aladár Gerevich (1910-1991), sportiv, multiplu laureat olimpic
- Erika Huszár, campioană europeană la patinaj viteză